# Землетрус у провінції Бінгьоль (2020)
Землетрус у провінції Бінгьоль — стихійне лихо, що сталося 14 червня 2020 року о 16:24 за 48 км від міста Tercan/Ерцінкан в Туреччині.

## Опис
Землетрус стався о 16:24 за місцевим часом на сході Туреччини в провінції Бінгьоль. Його магнітуда склала 5,7 бала. У результаті загинула щонайменше одна людина, 18 постраждали. Для тимчасового притулку місцевим жителям передали 550 наметів.
Два повторні поштовхи магнітудою 4,6 о 14:34 GMT та магнітудою 4,7 о 15:09 було зафіксовано у місті Карлйова. Було частково пошкоджено близько 10 будинків у селах Елмалі та Дінарбеї району Єдісу.